# Vase Darius
Le vase Darius est un vase célèbre peint par un peintre anonyme de céramique apulienne de Magna Graecia, communément appelé le peintre de Darius, représentant le plus éminent à la fin du « style orné » dans la peinture de vase à figures rouges du sud de l'Italie. Le vase a été produit entre 340 et 320 avant notre ère, probablement dans un grand atelier semblable à une usine dans la ville grecque de Tarente (ancienne Taras), en Magna Graecia, bien avant la chute de Tarente aux Romains en 272 av. J.-C. C'est une partie importante de la peinture sur vase des Pouilles.
Le vase Darius a été découvert en 1851 près de Canosa di Puglia et est maintenant exposé au Musée Archéologique National de Naples. L’œuvre, un cratère à volute, est de grandes dimensions : il mesure 1,3 mètre de hauteur et 1,93 mètre de circonférence.
Le vase contient plusieurs inscriptions, comme nommant des figures individuelles, mais il y a aussi des noms thématiques (tels que persai - Persans). Tout l'espace disponible sur le vase est utilisé pour des représentations figuratives, disposées en deux ou trois registres. Certaines zones individuelles sont structurées par des frises ornementales opulentes. Le peintre de Darius est considéré comme le premier peintre à avoir pleinement exploité les possibilités de la peinture en vase grand format. Son style de dessin est réputé être particulièrement bon, notamment en ce qui concerne les visages, qu'il représente souvent dans un profil de trois quarts.

## Décoration du vase

### Col du vase: scènes d'Amazonomachie

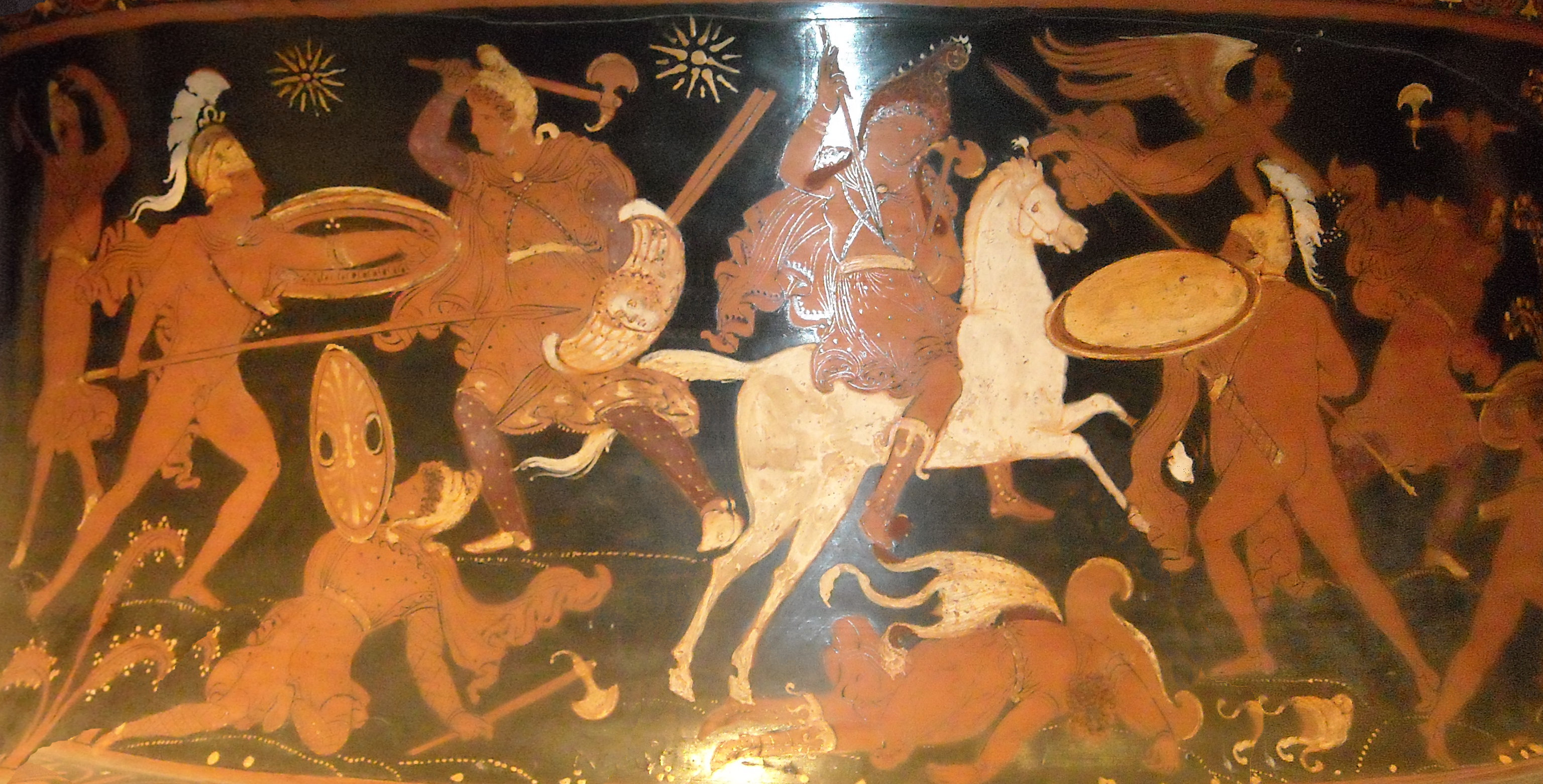
Scène de combat entre Grecs et Perses, sur le col du vase.

Le col du vase montre des scènes de combat entre les Grecs et des Amazones. On y voit surtout un héros grec se défendant de l'attaque d'une Amazone à cheval, Penthésilée. Souvent assimilées aux Perses par leur tenue, cette scène d'Amazonomachie se substitue alors à une scène de combat entre Grecs et Perses.

### Niveau supérieur: les Dieux grecs

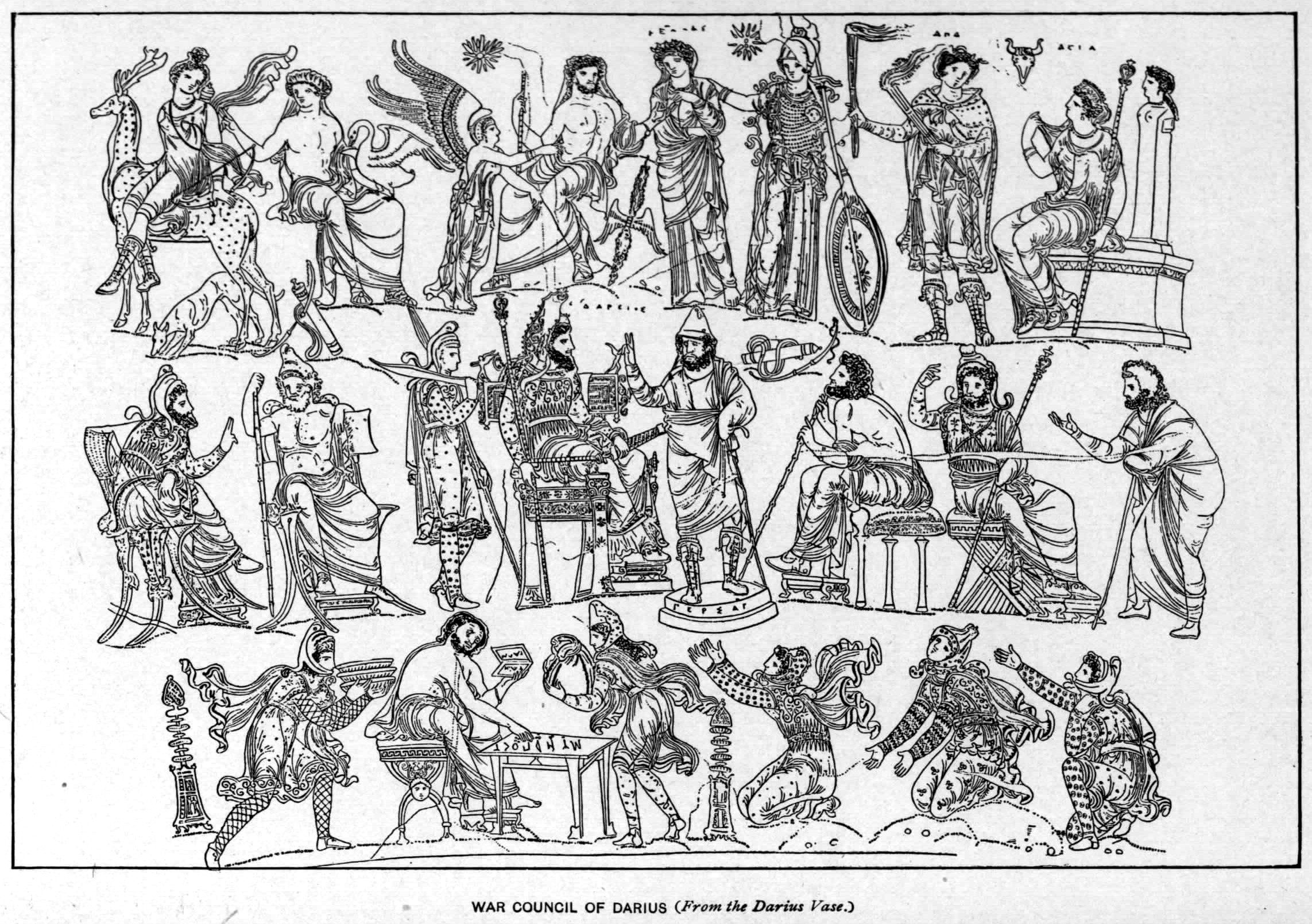
Les trois niveaux sur le corps du vase: les dieux grecs, le Conseil de guerre de Darius et la collecte des impôts.

Au-dessus de Darius se dresse une ligne de dieux grecs : Artémis chevauchant un cerf, Apollon assis tenant un cygne, Aphrodite avec Eros, Zeus tenant son foudre, Hellas debout, Athéna tenant un bouclier, Apate tenant deux torches, l'Asie assise sur un autel, à côté d'un pilier tenant une tête (éventuellement de xoanon).

### Niveau intermédiaire: Darius et sa cour
Darius Ier est représenté assis, portant une longue robe ornée à manches et un haut chapeau persan. Un garde du corps se tient derrière lui, tandis que Darius écoute une allégorie du peuple perse, lui enjoignant de ne pas attaquer les Grecs,. Darius pourrait aussi simplement écouter un messager Xerxès Ier, toujours prince, serait représenté, deuxième à droite. La scène publique donnée par un souverain achéménide semble avoir été tout à fait classique, et apparaît également de manière similaire dans la frise sur la tombe de Lycie.

### Niveau inférieur: la collecte des impôts

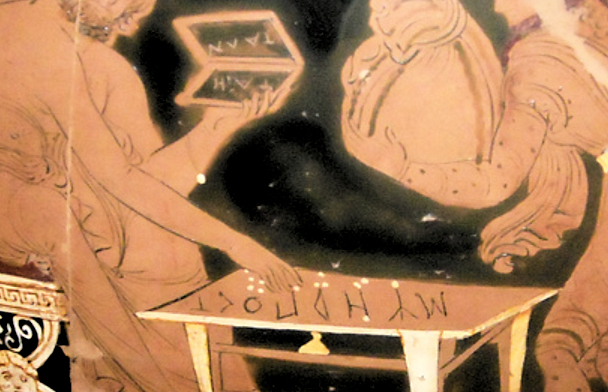
Calculs du collecteur d'impôts sur son abax (image à l'envers).

Un collecteur d'impôts, le trésorier royal, est montré en train de recevoir des paiements de diverses nations conquises, qui sont prosternées devant lui. Sur une table se trouve une table de calcul (une planche de calcul ou abax, utilisée pour des calculs compliqués), avec un certain nombre de petits cailloux ou compteurs devant les chiffres grecs pour calculer les grands nombres,. Le symbole « O » apparaît dans le tableau de calcul, un symbole béotien pour l'obole, ou petite unité. L'utilisation de cailloux sur une planche pour faire des calculs est illustrée jusqu'aux temps modernes par le fait que la calpe est « caillou » en latin, qui est l'étymologie du mot "calcul".

## Influences
Le vase Darius peut avoir représenté une scène d'un drame grec. La représentation de Darius sur son vase est peut-être dérivée dans ses détails des Perses de Phrynikos, comme en conclut C. Anti en 1952, et Schmidt en 1960.

## Voir également
- Céramique apulienne à figures rouges